# Honeysuckle Creek Tracking Station
La Honeysuckle Creek Tracking Station (station de suivi de Honeysuckle Creek) était une station terrestre de la National Aeronautics and Space Administration (NASA) en Australie, près de Canberra. Elle a joué un rôle essentiel dans le programme Apollo. La station a été ouverte en 1967 et fermée en 1981.

## Histoire
Honeysuckle Creek - avec une antenne parabolique de 26 mètres (aujourd'hui déplacée et désaffectée) - est connue pour être la station qui a reçu et relayé au monde entier les premières images télévisées de l'astronaute Neil Armstrong posant le pied sur la Lune le 20 juillet 1969. Outre les images télévisées, Honeysuckle Creek et le complexe de communication de Canberra Deep Space avaient des contacts de communication et de télémétrie avec les modules de commande lunaire Eagle et Columbia. Une grande partie de ces activités ont été racontés dans le film australien The Dish de 2000. En fait, Parkes n'a reçu que les images de l'atterrissage. Six heures plus tard, les premiers pas sur la Lune ont été transmis depuis Honeysuckle Creek. Bien que l'antenne de Parkes ait été plus puissante, l'angle de sa parabole — à un pas le plus bas de trente degrés et battue par des rafales de vent allant jusqu'à 100 km/h — n'était pas en ligne pour recevoir des signaux pendant les sept premières minutes de la Marche sur la Lune. Les signaux de Honeysuckle Creek ont été envoyés directement à OTC Sydney via Williamdale et Red Hill (Canberra). Travaillant pour la NASA, Charlie Goodman a sélectionné les flux audiovisuels de Honeysuckle Creek et de Parkes pour des diffusions mondiales.
Les antennes de Honeysuckle Creek et de Tidbinbilla ont été construites et gérées par la NASA, mais leur personnel est australien. Selon la politique du gouvernement australien, l'opérateur devait être un citoyen ou un résident permanent de l'Australie. Lorsque les missions Apollo ont pris fin en 1972, Honeysuckle Creek a été réorienté vers le nouveau programme Skylab. De plus, il a été utilisé pour des expériences avec les stations scientifiques Apollo placées sur la Lune par les astronautes.
À la fin du programme Skylab en 1974, Honeysuckle Creek a été connecté au réseau Deep Space Network avec la désignation de la station Deep Space 44. Honeysuckle Creek a fermé en décembre 1981. L'antenne de 26 m a été déplacée à proximité du complexe de communication Deep Space de Canberra à Tidbinbilla, et a été rebaptisée Deep Space Station 46. L'antenne a été mise hors service fin 2009. En mai 2010, l'Institut américain d'aéronautique et d'astronautique a déclaré l'antenne « site historique de l'aérospatiale ». L'antenne reste à perpétuité en tant que site historique à Tidbinbilla.
Aujourd'hui, à Honeysuckle Creek, la fondation en béton est le seul vestige de la station de suivi. Une exposition extérieure a été ajoutée en 2001. Honeysuckle Creek est considéré comme le centre géographique du Territoire de la capitale australienne.

## Galerie
| |
| Reportage de l'Australian Broadcasting Corporation sur le rôle de l'observatoire de Parkes et de la station de suivi de Honeysuckle Creek, une semaine avant l'atterrissage sur la lune. |

|                                                                   |
| L'ancienne station de suivi de Honeysuckle Creek, en octobre 2004 |

|                                               |
| Apollo Road – La route vers Honeysuckle Creek |